# Alkärrshallen

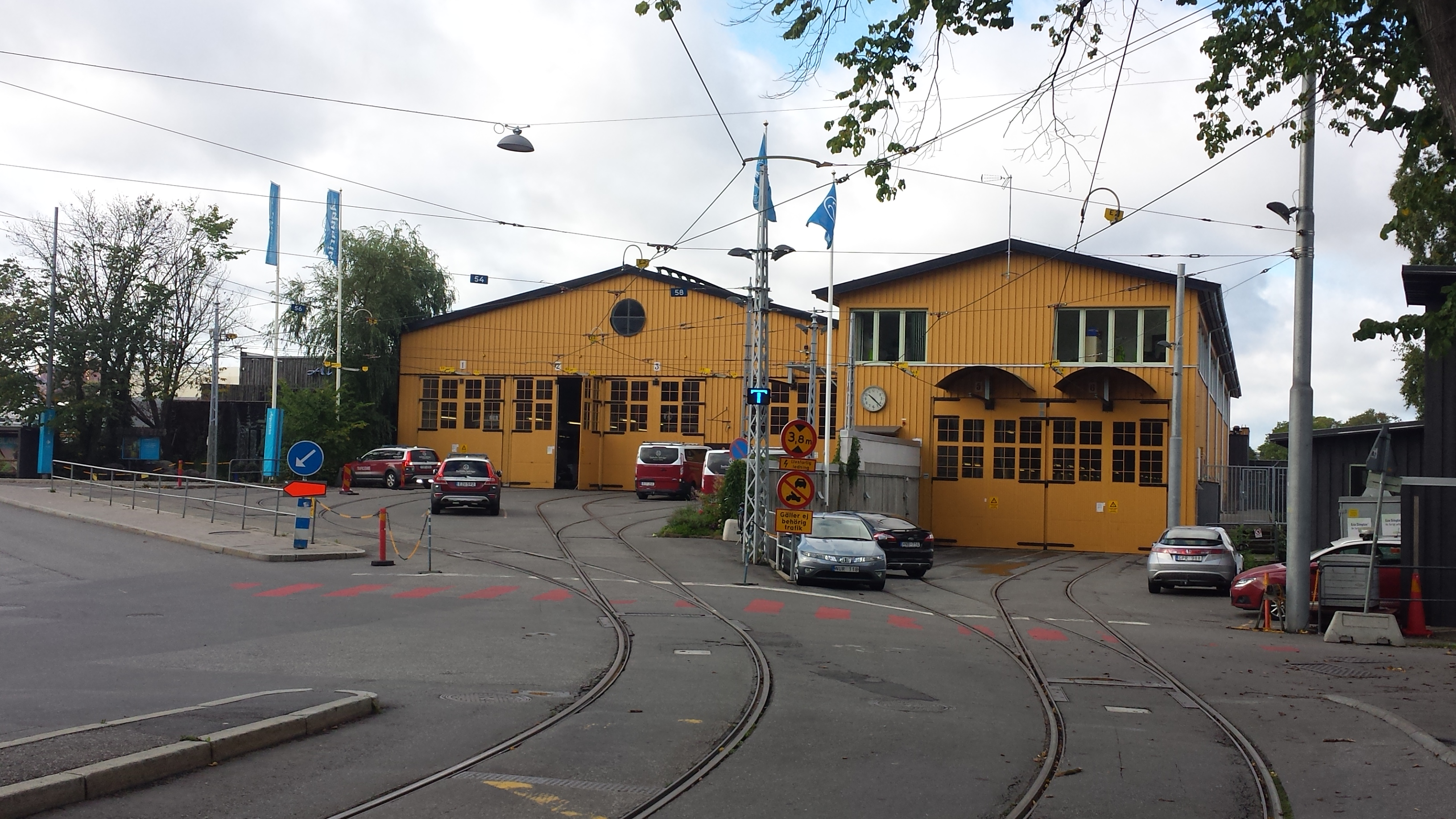
Alkärrshallen år 2017

Alkärrshallen är en vagnhall för spårvagnar, belägen vid Falkenbergsgatan 2 på Djurgården i Stockholm. Alkärrshallen har lokaler för depå, verkstad och trafikledning för Spårväg City och museispårvägen Djurgårdslinjen.

## Historik
Anläggningen uppfördes på platsen för det så kallade Wasavarvet i samband med att Djurgårdslinjen byggdes och togs i bruk år 1991. Under år 2010 revs de återstående delarna av Wasavarvets gamla kontorslokaler och depån byggdes ut med två nya spår och helt nya administrationslokaler. Detta för att fortsatt kunna fungera som vagnhall även för de nya ledspårvagnar som trafikerar Spårväg City.